# Emilio Aragón Bermúdez
Emilio Alberto Aragón Bermúdez (Carmona, 4 de novembro de 1929 - Madrid, 18 de novembro de 2012), mais conhecido pelo seu nome artístico "Miliki", foi um palhaço, acordeonista, compositor e cantor espanhol, conhecido sobretudo por ter feito parte de Los Payasos de la Tele.

## Biografia
Miliki nasceu em Carmona, Espanha, filho de Emilio Aragón Foureaux e Rocío Bermúdez. Ainda muito jovem juntou-se aos irmãos Gabriel e Alfonso para formar o trio Gaby, Fofó e Miliki. Eles começaram a trabalhar durante a década de 1930 e realizaram vários shows no Circo Price em Madri.  
Após uma estadia em Cuba, Venezuela, Porto Rico e Argentina, retornou à Espanha em 1972 e no ano seguinte começou a trabalhar no programa Los payasos de la tele da TVE, que fez o grupo um fenômeno na Espanha. Após o fim do programa em 1983, ele deixou o grupo e iniciou uma nova fase em sua carreira. Formou uma dupla artística com sua filha Rita Irasema, juntos gravaram vários álbuns como La vuelta al mundo en 30 minutos (1986), El flautista de Hamelín (1987), Vamos a marcarnos una canción (1991),  ¡Superdiscoguay! (1992) e ¿Estás contento? Sim senhor! (1994). Também dirigiu o filme Yo quiero ser torero (1987).

## Vida pessoal
Miliki casou-se em 1953 com a cubana, Rita Violeta Álvarez Fernández, que conhecia desde os doze anos. Com ela teve quatro filhos: Rita Irasema, María Pilar, Emilio Aragón e María Amparo.

## Morte
Miliki morreu na madrugada de domingo, 18 de novembro de 2012 no Hospital Internacional Madrid Ruber devido a pneumonia ao lado de toda a sua família. Há alguns anos ele sofria de Parkinson. Foi sepultado no Parque-Cemitério de La Paz, em Alcobendas.

## Prêmios

### Grammy Latino
| Ano  | Categoria                    | Trabalho nomeado       | Resultado |
| ---- | ---------------------------- | ---------------------- | --------- |
| 2000 | Melhor Álbum Infantil do Ano | A Mis Niños de 30 Años | Venceu    |
| 2001 | Melhor Álbum Infantil do Ano | ¿Cómo están ustedes?   | Venceu    |
| 2002 | Melhor Álbum Infantil do Ano | Navidades animadas     | Indicado  |